# 기원전 25년

## 연호
- 전한(前漢) 하평(河平) 4년

## 기년
- 전한(前漢) 성제(成帝) 8년
- 신라(新羅) 혁거세 거서간(赫居世居西干) 33년
- 고구려(高句麗) 동명성왕(東明聖王) 13년